# Diorama (álbum)
Diorama es el cuarto álbum de estudio de la banda de rock australiana Silverchair. Lanzado el año 2002, y luego de 3 años fuera de escena, este disco se convierte en un antes y después para la banda, dejando definitivamente atrás el grunge junto a la adolescencia y primera juventud de sus integrantes, para dar paso a un rock mucho más maduro, personal y sinfónico.
Johns escribió la mayor parte del álbum en piano, en lugar de su habitual guitarra. Trabajaron con el compositor Van Dyke Parks, consiguiendo mediante arreglos orquestales y baladas, alejarse ya definitivamente del estilo grunge de los álbumes anteriores. Solo en «One Way Mule» y «The Lever» se pudo escuchar el sonido metal de trabajos anteriores. El título del álbum, hace referencia a "un mundo dentro de un mundo".
Se lanzaron cinco sencillos: «The Greatest View», «Without You», «Luv Your Life», «Across the Night» y «After all these Years». Todas, excepto «After all these Years», aparecieron como sencillos australianos.
Diorama alcanzó el puesto número uno en la Australian Recording Industry Association (ARIA) y recibió una calificación de 71% sobre el examen agregador Metacritic, sin embargo, en occidente no obtuvo tanto éxito como los álbumes anteriores. Alcanzó además el triple platino por ARIA, con una venta de más de 210 000 ejemplares, y ganó cinco premios ARIA en el año 2005. Diorama fue nominado para el "álbum más vendido" en 2006, y tres canciones del álbum fueron nominadas para los premios por más de dos años seguidos.

## Lista de canciones
Todas las canciones fueron escritas por Daniel Johns.
1. Across the Night – 5:37
2. The Greatest View – 4:05
3. Without You – 5:17
4. World Upon Your Shoulders – 4:37
5. One Way Mule – 4:14
6. Tuna in the Brine – 5:40
7. Too Much of Not Enough – 4:42
8. Luv Your Life – 4:29
9. The Lever – 4:22
10. My Favourite Thing – 4:14
11. After All These Years
Outro (pista oculta) - 9:53

## Créditos
- Daniel Johns - voz, guitarras, piano, clavecín, arreglos orquestales (temas 2, 4, 10)
- Ben Gillies - batería, percusión
- Chris Joannou - bajo

### Personal adicional
- David Bottrill - producción
- Van Dyke Parks - arreglos orquestales (temas 1, 6, 8)
- Larry Muhoberac - arreglos orquestales (temas 2, 4, 10)
- Rob Woolf - órgano Hammond (temas 3, 10)
- Michele Rose - pedal de acero (tema 7)
- Paul Mac - piano (temas 1, 4, 6, 7, 8, 10)
- Jim Moginie - teclados (temas de 2 a 5), piano (tema 5)